# Cornelio Sommaruga

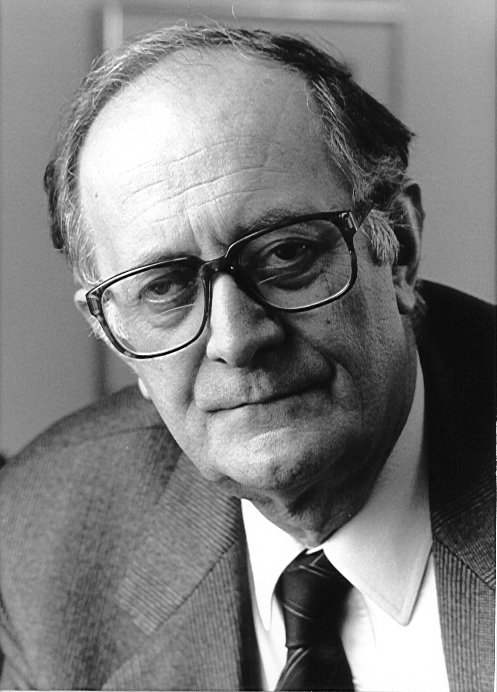
Cornelio Sommaruga

Cornelio Sommaruga (* 29. Dezember 1932 in Rom; † 18. Februar 2024 in Genf) war ein Schweizer Jurist. Von 1960 bis 1987 war er in verschiedenen Ländern als Diplomat sowie in Genf für die Schweizer Vertretung bei einer Reihe von internationalen Institutionen tätig. 1987 wurde er Präsident des Internationalen Komitees vom Roten Kreuz (IKRK) und hatte dieses Amt bis 1999 inne. Danach war er in verschiedenen anderen humanitären Organisationen tätig.

## Leben
Cornelio Sommaruga wurde 1932 als Bürger von Lugano in Rom geboren. Er war das älteste von sechs Kindern in einer Diplomatenfamilie. Seine Eltern erzogen ihn katholisch, und neben der Religion gehörte nach eigenen Angaben die Pfadfinder-Bewegung zu den prägendsten Einflüssen in seinem frühen Leben. Zu seinen ersten humanitären Aktivitäten zählte die regelmässige Beteiligung an der Betreuung von Teilnehmern der Wallfahrten nach Lourdes.

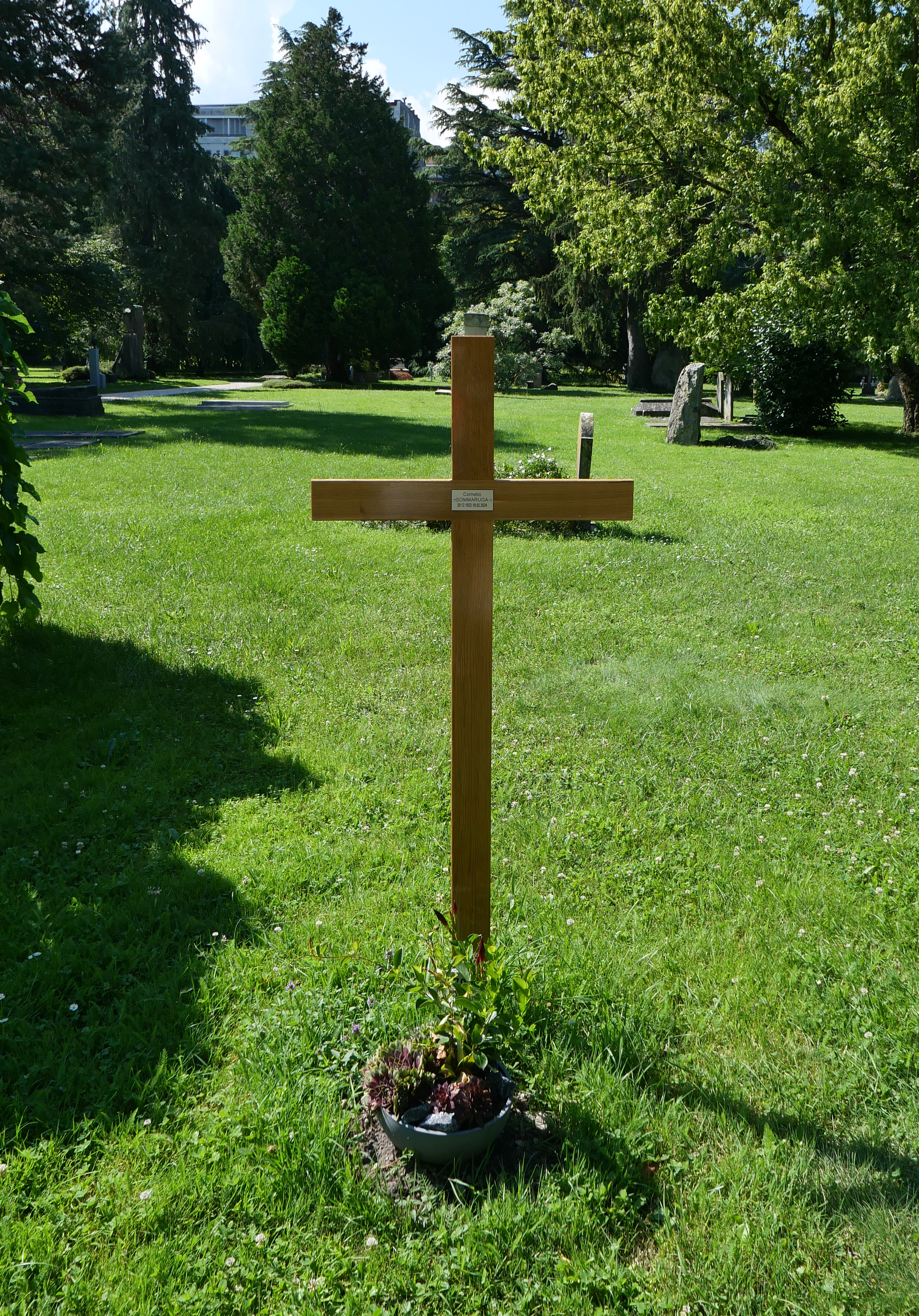
Das Grab im Juli 2024.

Er studierte unter anderem in Rom, Paris und Zürich Jurisprudenz und schloss sein Studium 1957 mit einem Doktorat der Rechtswissenschaften der Universität Zürich ab. Von 1957 bis 1959 war er in Zürich als Trainee für eine Bank tätig und trat anschliessend in den Staatsdienst ein. Bis Ende 1968 hatte er diplomatische Posten als Attaché in Den Haag sowie als Botschaftssekretär in Bonn und Rom inne. Anschliessend übernahm er bis 1973 das Amt des stellvertretenden Leiters der Schweizer Delegation bei der Europäischen Freihandelsassoziation (EFTA), der Welthandelskonferenz (UNCTAD), den Vereinten Nationen (UNO) und dem Allgemeinen Zoll- und Handelsabkommen (GATT). Von 1973 bis 1975 arbeitete er als Stellvertretender Generalsekretär der EFTA in Genf, im Anschluss war er bis 1983 Mitglied der Direktion des Bundesamtes für Aussenwirtschaft in Bern. Danach arbeitete er dort von 1984 bis 1986 als Staatssekretär im Bundesamt für Aussenwirtschaft, bevor er dieses Amt 1987 kündigte, um Präsident des Internationalen Komitees vom Roten Kreuz zu werden.
Seit seinem Rückzug vom Amt des IKRK-Präsidenten im Jahr 1999 hatte Sommaruga diverse Mandate hauptsächlich in humanitären Organisationen inne. So war er seit dem Jahr 2000 beispielsweise Ehrenmitglied des IKRK, Mitglied der Studiengruppe zu den Friedensoperationen der Vereinten Nationen, Präsident des Internationalen Zentrums für humanitäre Minenräumung (GICHD) in Genf, Präsident der Karl-Popper-Stiftung in Zug und Mitglied des Stiftungsrats des Open Society Institute in Budapest. 2002 wurde er Präsident der International Association of Initiatives of Change in Caux. Von 2004 bis 2008 war er Mitglied des Verwaltungsrats von J.P. Morgan (Suisse) SA. Er war im Initiativkomitee der Konzernverantwortungsinitiative.
Sommaruga war seit 1957 verheiratet mit Ornella Marzorati und Vater von sechs Kindern, darunter des SP-Politikers Carlo Sommaruga. Zu seinen von ihm strikt geachteten Familientraditionen gehörte unter anderem ein jährliches Familientreffen zu Pfingsten und das Schreiben einer Postkarte an jedes seiner Kinder aus jedem Land, das er im Rahmen seiner Aktivitäten besuchte. Er lebte mit seiner Frau in Genf. Mit der ehemaligen Schweizer Bundesrätin Simonetta Sommaruga war er entfernt verwandt.
Sommaruga fand seine letzte Ruhestätte auf dem Cimetière des Rois, der als Genfer Panthéon gilt.

## IKRK-Präsidentschaft
Im Juli 1986 wurde Cornelio Sommaruga zum Nachfolger von Alexandre Hay im Amt des Präsidenten des Internationalen Komitees vom Roten Kreuz bestimmt und übernahm das Amt am 8. Mai 1987. Für das IKRK, dessen Entstehungsgeschichte in den calvinistischen Traditionen Genfs verwurzelt ist, war er erst der zweite Katholik, der in das Amt des Präsidenten gewählt wurde. In seinen zwölf Amtsjahren, die das Komitee nachhaltig prägten, erlebte er mit dem IKRK grosse historische Umbrüche und schwerwiegende Ereignisse wie den Zerfall der Sowjetunion und des sozialistischen Staatensystems, die unzureichende Reaktion der Weltgemeinschaft auf die Jugoslawienkriege und den Völkermord in Ruanda sowie einen dramatischen Anstieg in der Zahl der Missionen des IKRK und damit der Delegierten im Allgemeinen und derer, die bei ihren Einsätzen getötet wurden. Insbesondere die Ermordung von sechs Mitarbeitenden des IKRK am 17. Dezember 1996 in der tschetschenischen Stadt Nowije Atagi in der Nähe von Grosny wurde zum Symbol eines deutlichen Nachlassens des Respekts vor den Genfer Konventionen und ihren Schutzzeichen und damit einer Autoritätskrise des IKRK. Die Ausweitung des weltweiten Engagements des IKRK während der Amtszeit von Sommaruga führte auch zu einem deutlichen Anstieg des Budgets des Komitees.
In der Zeit von 1988 bis 1989 kam es während der Präsidentschaft Sommarugas zu einer Krise innerhalb des IKRK. Eine Reihe von jungen Delegierten wandte sich nach nur wenigen Missionen vom Komitee ab, nachdem organisationsintern das Ausmass des Versagens des Komitees während des Holocausts bekannt geworden war. 1989 warfen etwa 200 von insgesamt 1300 Mitarbeitern des Komitees Sommaruga in einem internen Schreiben Führungsschwäche und eine zu starke Zurückhaltung im Umgang mit ausländischen Regierungen vor. Trotzdem wurde er 1991 und 1995 für jeweils eine weitere Amtsperiode bestätigt. Zu Sommarugas Handlungen im Hinblick auf den Umgang des Komitees mit seiner eigenen Geschichte gehört eine öffentliche Entschuldigung am 30. Mai 1995 für das Versagen des IKRK angesichts der nationalsozialistischen Gewaltverbrechen während des Zweiten Weltkriegs.

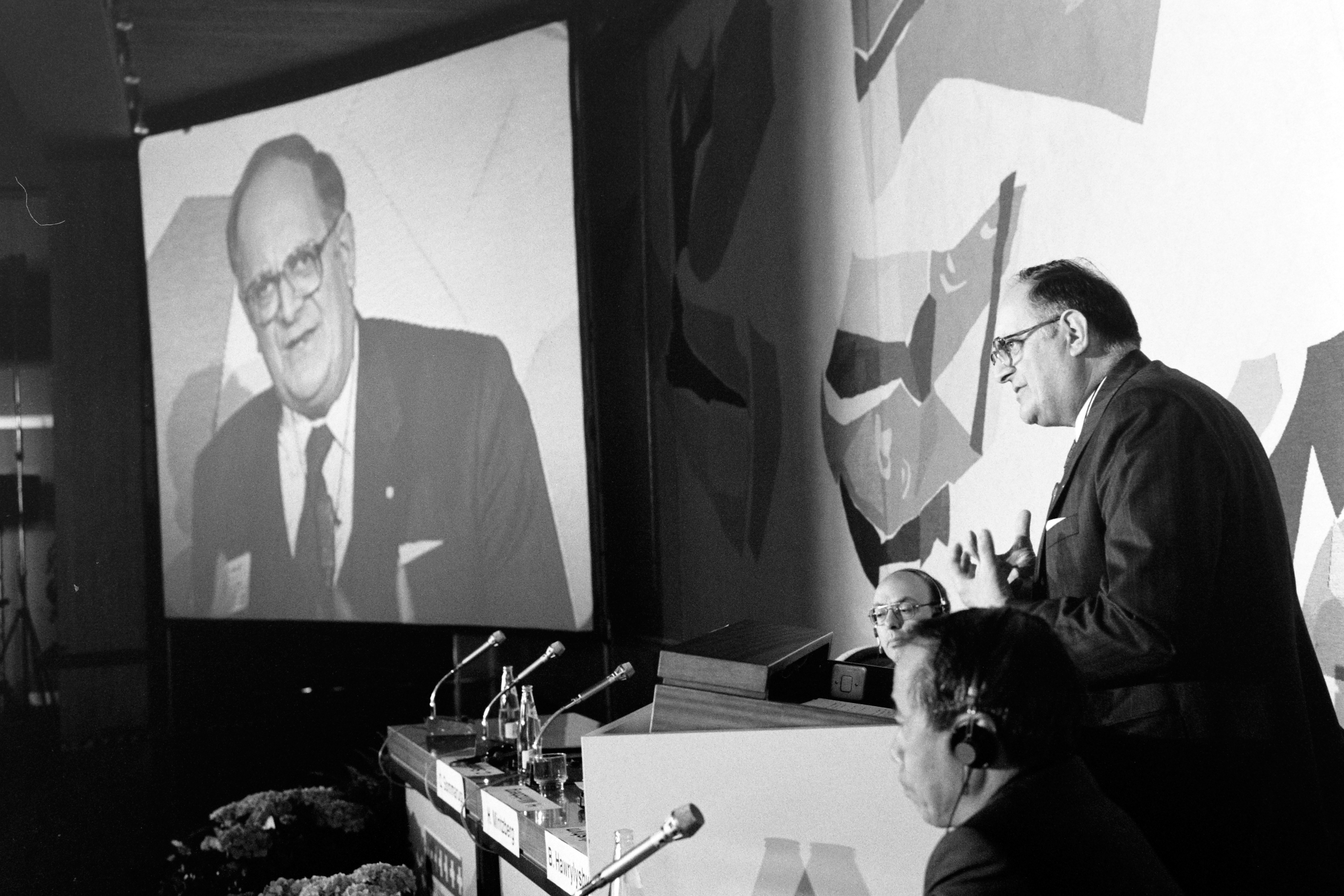
Cornelio Sommaruga 1991 am St. Gallen Symposium

Im Jahr 1992 veröffentlichte er einen Aufsatz, in dem er die Problematik der Symbole der Internationalen Rotkreuz- und Rothalbmond-Bewegung analysierte und Lösungsmöglichkeiten vorschlug. Dieser Artikel intensivierte die Bemühungen um die Anerkennung der israelischen Gesellschaft Magen David Adom (MDA) durch das IKRK als nationale Hilfsgesellschaft im Sinne der Genfer Konventionen und die Aufnahme der Gesellschaft in die Internationale Föderation der Rotkreuz- und Rothalbmond-Gesellschaften. Es kam jedoch teilweise auch zu einer Verschärfung in der Auseinandersetzung um diese Problematik. So erschien ein Artikel in der amerikanischen Tageszeitung The Washington Post, der eine Reihe von Angriffen gegen seine Person enthielt. Unter den Auszeichnungen, die er für sein Wirken bekommen hat, mass er deshalb dem Presidential Award der Universität Tel Aviv eine besondere Bedeutung bei.
Im August 1998 wurde Jakob Kellenberger zum Nachfolger von Sommaruga ab dem 1. Januar 2000 gewählt.

## Auszeichnungen
Cornelio Sommaruga wurde für sein diplomatisches und humanitäres Wirken mit zahlreichen Preisen ausgezeichnet. Zu den wichtigsten gehören:
- Henry-Dunant-Medaille (2009)
- Preis der Association de la presse étrangère en Suisse: «Personnalité suisse la plus populaire auprès des journalistes étrangers», Genf (2003)
- Preis der Stiftung Dr. J. E. Brandenberger, Lugano (2003)
- Nord-Süd-Preis des Europarats, Lissabon (2001)
- Falkenorden (2000)
- Kulturpreis des Kantons Baselland, Muttenz (1998)
- Preis der Internationalen Gesellschaft für Menschenrechte, Sektion Schweiz, Bern (1996)
- Internationaler Josef-Krainer-Preis, Graz (1996)
- Preis der Fondazione del Centenario BSI, Lugano (1995)
- Prix Contact der Westschweizer Wirtschaftspresse, Lausanne (1986)
- Dr. Jean Mayer Global Citizenship Award, Tufts University, Boston (USA)
- Presidential Awards mehrerer Universitäten
- mehrere Ehrendoktortitel

## Schriften
- Cornelio Sommaruga: Unity and Plurality of the emblems. In: International Review of the Red Cross. 289/1992. ICRC, S. 333–338, ISSN 1560-7755.
- Cornelio Sommaruga: Humanitarian challenges on the threshold of the twenty-first century. In: International Review of the Red Cross. 310/1996. ICRC, S. 20–35, ISSN 1560-7755.